# Phyllodoce bimaculata
Phyllodoce bimaculata är en ringmaskart som beskrevs av Saint-Joseph 1898. Phyllodoce bimaculata ingår i släktet Phyllodoce och familjen Phyllodocidae. Inga underarter finns listade i Catalogue of Life.